# DFS Classic 2008
DFS Classic 2008 — жіночий тенісний турнір, що проходив на відкритих трав'яних кортах. Це був 27-й за ліком Birmingham Classic. Належав до турнірів 3-ї категорії в рамках Туру WTA 2008. Відбувся на арені Edgbaston Priory Club у Бірмінгемі (Англія) і тривав з 9 до 15 червня 2008 року. Дванадцята сіяна Катерина Бондаренко здобула титул в одиночному розряді й отримала 31 тис. доларів США.

## Фінальна частина

### Одиночний розряд
Катерина Бондаренко —  Яніна Вікмаєр, 7–6(9–7), 3–6, 7–6(7–4)
- Для Бондаренко це був 1-й титул за кар'єру.

### Парний розряд
Кара Блек /  Лізель Губер —  Северін Бремон /  Вірхінія Руано Паскуаль, 6–2, 6–1